# Wspomnienie (album)
Wspomnienie – druga płyta Romana Wojciechowskiego, sygnowana jego pseudonimem Pazur. Wydany własnym sumptem, piąty album w dyskografii artysty.

## O albumie
Poświęcona pamięci Czesława Niemena płyta Wspomnienie jest innym spojrzeniem na jego starszą twórczość. Materiał przed nagraniem został wielokrotnie ograny na koncertach. Muzycy towarzyszący Wojciechowskiemu zachwycali publiczność nietypowymi aranżacjami i bluesowym brzmieniem utworów Niemena. Większość tych utworów słyszałem w wykonaniu Czesława 30 – 40 lat temu. Zaśpiewałem tak jak je zapamiętałem – powiedział Wojciechowski. W nagraniu albumu wzięli udział czołowi polscy instrumentaliści. Pomimo dużej swobody wypowiedzi i umiejętności oraz potencjału muzycznego artystów, nie znajdzie się na tej płycie przerysowanej, sztucznej ekspresji, nad miarę rozbudowanych solówek, czy zbędnych popisów. Wszystko jest zagrane jak trzeba i ile trzeba – nie przysłaniając, a przywracając Niemena. Bardzo ważnym elementem wartości tej płyty jest czysty, nierozmazany przekaz wyjątkowych poetyckich testów... Tak też brzmią perfekcyjne dykcyjnie partie wokalne, głosem o szczególnie indywidualnej barwie i dobrze wykorzystanym dużym potencjale są jednym z głównych atutów tej płyty. Wokalista, którym jest Roman "Pazur" Wojciechowski, z dużym rozeznaniem i smakiem gospodaruje dynamiką i melodią. Tu nie usłyszy się wycia samogłoskami na końcu frazy, tak powszechnego przecież w wykonawstwie, braku oddechu, czy choćby cienia fałszu. Głos wokalisty jest pełny, z przepony, przenosi delikatne, ciche szepty, jak również pełne ekspresji finałowe wersy, z zadziwiającą swobodą, czystością i mocą – napisał na portalu "Rockin Berlin" Tomas Hein.

## Lista utworów
1. Czy mnie jeszcze pamiętasz  – 3:36
2. Pamiętam ten dzień – 4:58
3. Domek bez adresu – 2:41
4. Wspomnienie – 3:30
5. Włóczęga – 3:16
6. Płonie stodoła – 2:46
7. Klęcząc przed tobą – 3:41
8. Wiem, że nie wrócisz – 4:09
9. Jaki kolor wybrać chcesz – 2:41
10. Nim przyjdzie wiosna – 3:45
11. Pod papugami – 5:29
12. Obok nas – 3:04
13. Sen o Warszawie – 3:19
14. Jeszcze swój egzamin zdasz – 3:21
15. Dziwny jest ten świat – 3:41

## Wykonawcy
- Roman Wojciechowski – śpiew, harmonijka ustna
- Jacek Krzaklewski – gitara
- Stanisław Witta – instrumenty klawiszowe
- Włodzimierz Krakus – gitara basowa
- Bartosz Niebielecki – perkusja

## Gościnnie
- Aleksander Mrożek – pedal steel guitar
- Jan Gałach – skrzypce
- Alicja Janosz – śpiew (w utworze Klęcząc przed tobą)

## Personel
- Jacek Krzaklewski – realizacja nagrań
- Migafka.com – projekt okładki i fotografie